# Grasspriet met veel energie
Grasspriet met veel energie is een sculptuur van kunstenaar Jan van Munster.
Het kunstwerk staat langs de A12 in de berm te midden van het knooppunt Maanderbroek. De sculptuur is 22 meter hoog en is in juni 2004 geplaatst. De groene grasspriet is 's nachts te zien als lichtgroen neonlicht. Op de viaducten van en naar de A30 is tevens op artistieke wijze groene verlichting aangebracht.